# Иртыш (пароход)
Иртыш — товаро-пассажирский пароход, транспортное судно Второй тихоокеанской эскадры.

## История
Построено в Англии, на верфи Palmers Ship Building & Iron Co. Ltd. (Ярроу) по заказу немецкой компании HAPAG. Спущено на воду 14 апреля 1900 года под названием Belgia.
В марте 1904 года приобретено для нужд российского Морского ведомства. 3 мая в Либаве принято в казну под названием «Иртыш» и направлено для переоборудования в войсковой транспорт.
Вооружен восемью 57-мм орудиями. В декабре 1904 года вышел из Либавы, чтобы соединиться с Второй тихоокеанской эскадрой на Мадагаскаре. Принял на борт большое количество торпед, пироксилина и противоторпедные сети.
Во время Цусимского сражения находился при эскадре, получил 20 пробоин (большую часть около 17:30). Наиболее серьёзные повреждения:
- Снаряд большого калибра, разорвавшийся в подводной части 2-го трюма, проделал в борту пробоину площадью 60 квадратных футов. В результате судно получило 10° крена, ход уменьшился до 8½ узлов.
- 6" снаряд уничтожил штурманскую рубку, осколками был сбит главный компас и поврежден путевой компас, были убиты рулевой и дальномерщик и ранены ещё трое.
- Снаряд большого калибра попал в отсек, где находилось около 200 пудов соляной кислоты, которая протекла в машинное отделение и сделала невозможным пребывание там людей.

Всего из нижних чинов 10 (по другим данным 7 или 12) человек было убито и 32 ранено. Среди офицеров раненых и убитых не было (по другим данным 3 офицера ранено).
Отделившись от эскадры, транспорт пытался самостоятельно добраться до Владивостока, однако утром следующего дня оказалось, что вода из 2-го трюма начинает заливать соседние. После неудачной попытки подвести пластырь судно было вынужден бросить якорь у японского берега и свезти экипаж на берег. К 22:00 затонул.

## Командный состав на момент Цусимского сражения
- Командир капитан 2-го ранга Ергомышев, Константин Львович
- Старший офицер капитан 2-го ранга Магаринский, Иван Николаевич
- Штурманский офицер мичман Емельянов, Евгений Константинович
- Штурманский офицер прапорщик по морской части Картерфельд, Альфред
- Ревизор лейтенант Родзянко, Владимир Павлович
- Вахтенный начальник лейтенант Мюнстер, Альфред Цезаревич
- Вахтенный начальник мичман Граф, Гаральд Карлович
- Вахтенный начальник мичман Коссаковский, Борис Дмитриевич
- Вахтенный офицер мичман Петухов, Георгий Михайлович
- Вахтенный офицер прапорщик Петров-Федин, Михаил Васильевич
- Вахтенный офицер прапорщик Гильбах, Роберт Эрнестович
- Вахтенный офицер прапорщик Шишкин, Николай Иванович
- Старший судовой механик капитан Порадовский, Алексей Петрович
- Младший судовой механик поручик Радус-Зенкевич, Григорий Николаевич
- Младший судовой механик прапорщик Новиков, Иван Адрианович
- Младший судовой механик прапорщик Потапенко, Александр Леонтьевич
- Младший судовой механик прапорщик Зарубин, Анатолий Иванович
- Судовой врач лекарь Делялич-Делаваль, Иосиф Иосифович
- Священник иеромонах отец Зиновий.
- Комиссар титулярный советник Опарин, Алексей Яковлевич

## В культуре
В 2021 году на экраны вышел документальный фильм «День, когда пришел Иртыш», об участи японцев в спасении экипажа «Иртыша». (Автор сценария Ольга Булле, режиссёр Михаил Елкин. Продюсерский центр «Синема Продакшн».)